# Isao Morishita
Isao Morishita (Japans: 森下 勲, Morishita Isao) (Ibaraki, 17 december 1937) is een Japans voormalig motorcoureur. Hij is eenmalig Grand Prix-winnaar in het wereldkampioenschap wegrace.

## Carrière
Morishita begon zijn motorsportcarrière in het motorcross bij het Japanse team Johoku Riders. In 1960 werd hij opgepikt door het motormerk Tohatsu. In 1962 debuteerde hij in het wereldkampioenschap wegrace, waarin hij deelnam aan de 50 cc- en 125 cc-races in Italië voor respectievelijk Suzuki en Honda. In de 50 cc eindigde hij als vijfde, terwijl hij in de 125 cc niet aan de start kwam.
In 1963 reed Morishita een volledig seizoen in het WK 50 cc voor Suzuki. Hij behaalde zijn eerste podiumfinish met een tweede plaats in Duitsland, voordat hij in België zijn enige Grand Prix-overwinning behaalde. Hij werd met 23 punten vierde in het klassement, achter Hugh Anderson, Hans Georg Anscheidt en Ernst Degner. In 1964 bleef hij actief in de 50 cc, terwijl hij ook vierde werd in de seizoensopener van de 125 cc in de Verenigde Staten. Hij eindigde op het podium in de Verenigde Staten, de Isle of Man TT, de TT van Assen en de Grand Prix van Duitsland. Met 25 punten werd hij wederom vierde in de eindstand, achter Anderson, Ralph Bryans en Anscheidt.
In 1965 kwam Morisihita enkel uit in de 50 cc-klasse van zijn thuisrace op een Bridgestone, maar kwam hierin niet aan de finish. In 1966 werd hij zesde in de 50 cc-race in Assen, opnieuw voor Bridgestone, wat zijn enige finish was in drie races die hij dat jaar reed. In 1967 kwam hij uit in zijn laatste Grand Prix toen hij voor Kawasaki vierde werd in de 125 cc-race in Japan.